# George Courtney
Pour les articles homonymes, voir Courtney.
George Courtney, né le 4 juin 1941 à Spennymoor, est un ancien arbitre anglais de football. Il fut arbitre international de 1977 à 1991.

## Carrière
Il a officié dans des compétitions  : 
- Coupe d'Angleterre de football 1979-1980 (finale)
- Coupe du monde de football des moins de 20 ans 1981 (1 match)
- Coupe UEFA 1981-1982 (finale retour)
- Coupe d'Asie des nations de football 1984 (2 matchs)
- Euro 1984 (1 match)
- Coupe UEFA 1985-1986 (finale aller)
- Coupe du monde de football de 1986 (2 matchs)
- Coupe d'Asie des nations de football 1988 (3 matchs)
- Coupe d'Europe des vainqueurs de coupe de football 1988-1989 (finale)
- Charity Shield 1990
- Coupe du monde de football de 1990 (1 match)
- Coupe de la Ligue anglaise de football 1991-1992 (finale)